# Arp 65
Arp 65 ist ein wechselwirkendes Paar zweier Spiralgalaxien mit etwa gleichen Massen. Die beiden Galaxien sind auch als NGC 90 und NGC 93 bekannt und liegen im Sternbild Andromeda, wobei NGC 93 von der Erde aus gesehen östlich von NGC 90 liegt. Arp 65 ist etwa 70 Mpc entfernt. In Halton Arps Katalog ungewöhnlicher Galaxien ist dieses Objekt den Spiralgalaxien mit einem kleinen Begleiter hoher Flächenhelligkeit auf einem Arm zugeordnet.

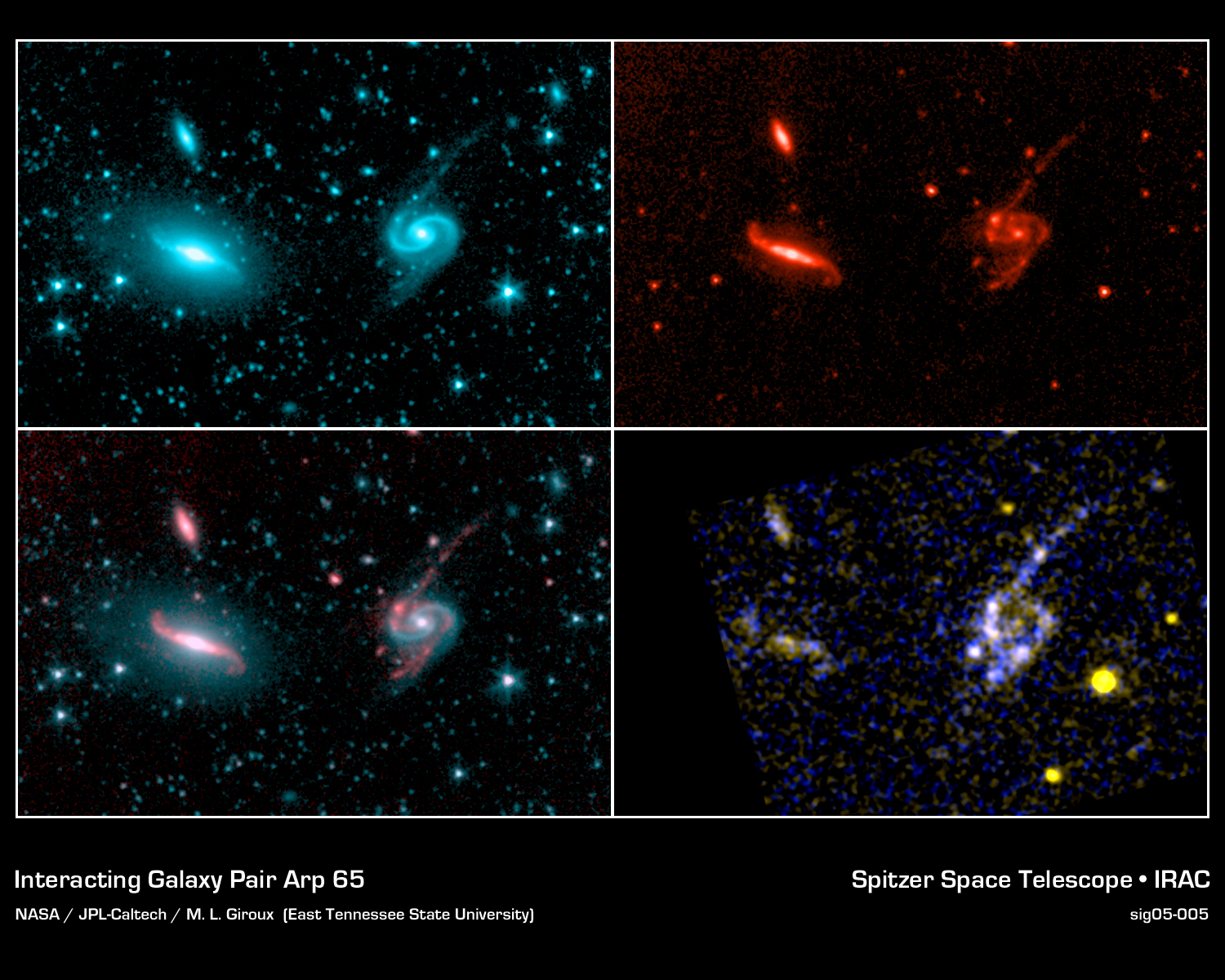
Arp 65 in verschiedenen Frequenzbereichen aufgenommen von Spitzer und GALEX

Die Galaxien wurden unabhängig voneinander vom irischen Astronomen R. J. Mitchell (26. Oktober 1854), von Heinrich Louis d’Arrest (5. Oktober 1864) und von Herman Schultz (17. Oktober 1866) entdeckt.